# NGC 791
NGC 791 (други обозначения – UGC 1511, MCG 1-6-31, ZWG 413.28, PGC 7702) е елиптична галактика (E) в съзвездието Риби.
Обектът присъства в оригиналната редакция на „Нов общ каталог“.